# Slaget vid Mjölkalånga
Slaget vid Mjölkalånga i Västra Göinge, Tyringe i Skåne ägde rum år 1318. Den svenska hären besegrade en dansk armé.

## Bakgrund

### Det politiska läget vid början av 1300-talet
Vid början av 1300-talet var Skåne fortfarande liksom Halland och Blekinge en del av Danmark, som styrdes av den danske kungen Erik Menved. 1300-talets första kung i Sverige hette Birger Magnusson och var av Bjälboätten. Han kröntes redan 1284 som fyraåring av sin far Magnus Ladulås, för att säkra kronan inom ätten och förhindra strider om kronan. Så fort Birgers bägge bröder hertig Erik av Södermanland och hertig Valdemar av Finland var gamla nog förbereddes en resning mot honom.
Bland stormännen i Sverige var Erik den mest populäre av Magnus Ladulås söner. Det visade sig tidigt att han var den som var mest intresserad av det politiska intrigspelet och det var även han som kom att leda upproret mot broder Birger. 1302 tillträdde Erik Magnusson sitt hertigdöme Södermanland med en del av Uppland och efter det bryter inbördeskriget ut.

### Håtunaleken
Hösten 1306 kulminerade striderna. Kung Birger fick bröderna att acceptera sin 4-årige son Magnus som näste kung. Pojken svor eden vid Mora stenar och allt var för tillfället lugnt. Hertigarna kom då ridande norrut från ett bröllop i Bjälbo. Utanför Sigtuna tog bröderna in på gården Håtuna där kungafamiljen just då befann sig. Det blev stort kalas till hertigarnas ära vilket dock urartade fram på småtimmarna. Slagsmål utbröt och hertigarna kastade sig över kungen. I tumultet lyckades en hovman rycka till sig den lille prinsen som han sedan förde till Danmark, där den danske kungen Erik Menved och hans drottning Ingeborg, pojkens faster, tog emot honom. De båda hertigarna fängslade kungaparet som kom att sitta inspärrade i två år.

### Fritagningen av Birger
I praktiken var det nu hertig Erik som styrde Sverige. Samtidigt låg han i förhandlingar om den norska arvprinsessan Ingeborg Håkansdotters hand och tillskansat sig norra Halland från danska upprorsmän som tagit området. Detta fick kung Menved i Danmark att gå till anfall för att frita sin fångne svåger och få den norske kungen med sig. På hertigarnas sida slöt även 800 tyska legoknektar upp som Valdemar värvat på vägen hem från en pilgrimsresa till påven i Avignon. År 1308 lyckades till slut fritagningen av kung Birger men inte förrän sommaren 1310 slöts fred i Helsingborg vilket medförde att Sverige i praktiken delades upp i tre självstyrande delar. Kung Birger fick därmed större delen av Östsverige samt Viborgs län i Finland medan hertigarna Erik och Valdemar fick dela på Västsverige. Två år senare, 1312 gifte sig hertig Erik med den norska tronarvingen Ingeborg och fick därmed en del av norska Bohuslän i förläning. Med henne fick han sonen Magnus 1316.

### Nyköpings gästabud
Birger gav trots allt inte upp sina planer på att ensam regera över Sverige och i början på december 1317 bjöd han in sina båda bröder till julfirande på Nyköpingshus. De båda hertigarna tvekade länge men bestämde sig till sist för att åka. Helgen började med ett stort gästabud och allt verkade frid och fröjd. Inte ens när hertigarnas uppvaktning inhystes utanför slottet blev man misstänksamma. Sedan gammalt var julfriden helig och brott begångna under dessa dagar bestraffades extra hårt.[källa behövs] Men natten mellan den 10 och 11 december greps hertigarna i sina sängar av en enhet armborstskyttar, med drotsen Brunke i spetsen. De kastades ner i källarvalven där de kedjades fast på var sin sida om en vattenpöl.
Birger hade nu fått sin hämnd för ”Håtunaleken” och såg sig själv som ensam regent över hela Sverige. Det blev trots allt inte som Birger hade tänkt sig, utan hertigarnas parti reste sig i ett våldsamt folkuppror.[källa behövs] Då de belägrade Nyköpingshus lär Birger ha tagit nyckeln till fängelsetornet och slängt den i vallgraven. Hertigarna lämnades att svälta ihjäl, därav namnet ”Nyköpings gästabud”.
I augusti 1318 intogs slottet, men för sent, de fann två lik i fängelsehålan. I Danmark hade kung Birgers son hunnit bli 18 år, och med danska trupper kom han till undsättning. Detta misslyckades och han blev tillfångatagen av hertigpartiet. Då skickade Birger i sin tur drotsen Brunke med trupper till sonens undsättning medan han själv flydde till Gotland. Brunke klarade sig inte bättre än Magnus, och Birger blev driven vidare till Danmark där han slog sig ner på Spikaborgs slott.

## Slaget vid Mjölkalånga

### Förberedelser och uppmarsch
Fram emot hösten 1318 hade hertigarnas anhängare uppbådat en armé på minst 1000 man som tågade mot Danmark. Som ledare för svenskarnas armé fanns riksdrotsen Mats Kettilmundsson tillsammans med riddaren Knut Porse av Halland, ärkebiskop Esger Juul och hertig Christoffer, landsflyktig bror till Erik Menved. Matts Kettilmundson var en erfaren härförare som varit i Finland och lett försvaret mot Novgorod. Den svenska hären gick över gränsen till Danmark via den så kallade ”Holländarevägen” som gick diagonalt från gränsen över Farstorp, Vankiva, Hörlinge, Mjölkalånga, Matteröd, Norra Rörum och vidare till Landskrona som inte fanns vid denna tid.
När den danske kungen Erik Menved fått underrättelser om svenskarnas förehavande drog han upp sina trupper via Matteröd för att möta svenskarna.
Vid Svartevadsbäcken gick den dåtida gränsen mellan Mjölkalånga län, som tillhörde Roskildes domkapitel och Finja län, som tillhörde Lunds ärkesäte och styrdes av ärkebiskopen Esger Juul, en av förgrundsgestalterna i den svenska hären. Detta gjorde att danskarna gick i ställning på egen mark på åsen söder om Mjölkalånga och fram till Skälsböke för att invänta svenskarna. När hertigpartiet med Kettilmundson i spetsen kom fram till Svartevadsbäcken, gick man således i ställning på den norra stranden.

### Striderna
Den 26 oktober 1318 vällde det fram närmare 1000 riddare och svenner ner för backarna mot Mjölkalånga by och vidare mot svenskarnas läger. Fotfolket stred med svärd, armborst och hillebarder. Troligtvis tog svenskarna emot den första anfallsvågen i skydd på den norra stranden för att därefter korsa bäcken för att följa efter de retirerande danskarna. Det blev en våldsam strid som ledde till att danskarnas armé blev fullkomligt krossad. Enligt den muntliga traditionen blev detta det blodigaste slaget i Göinges historia vilket troligtvis stämmer.
Enligt Erikskrönikan blev dessutom 300 riddare och svenner tillfångatagna efter slaget. Stämmer detta samtidigt som det stämmer att skåningar och danskar slogs till ”siste man” så bör det ha stupat cirka 700 man bara på den danska sidan, och räknar man dessutom med att 300-500 svenskar stupade så blir det över 1000 döda.[källa behövs]

## Konsekvenser
Efter slaget utbröt en plundringsvåg över hela Skåne. Helsingborg belägrades och Falsterbo intogs. Dessutom brandskattades Skanör, Lund och Malmö. Detta innebär att de överlevande svenskarna måste ha varit tillräckligt många och i gott skick för att dela upp sig i flera enheter. Detta tyder också på att de båda arméerna var av betydande storlek.
Sommaren 1319 valdes hertig Eriks treårige son Magnus Eriksson till svensk kung. Strax innan hade han förklarats som norsk kung efter morfadern Håkan Magnussons död. I och med valet av Magnus Eriksson till svensk kung den 8 juli 1319 på Mora äng utanför Uppsala var en epok i Sveriges utveckling avslutad. Landet blev enat och makten mellan kronan, kyrkan och stormännen hade delats upp. Frihetsbrevet som skrevs under valmötet garanterade de olika gruppernas fri- och rättigheter och utgjorde sedan grunden till den grundlag som sedan gällde fram till 1719 års författning.
Kung Birgers son, Magnus, satt fängslad i källaren på slottet Tre Kronor och dömdes till döden av en herredag. Han halshöggs och blev begravd i Riddarholmskyrkan i Stockholm. När Birger fick höra detta greps han av stor sorg. Han avled i Danmark 1321, 41 år gammal.

## Minnesmärke
Den 26 oktober 2018, på dagen 700 hundra år efter slaget skall ha ägt rum, reste hembygdsföreningen i Mjölkalånga ett minnesmärke på platsen.